# Назанін Загарі-Реткліфф
Назані́н Загарі́-Ре́ткліфф (нар. 26 грудня 1978, Тегеран) — британсько-іранська волонтерка, ув'язнена за звинуваченням у змові з метою повалення влади Ірану.

## Життєпис
Народилась і виросла в Тегерані. Крім іранського, має британське громадянство. Одружена з Річардом Реткліффом, від якого народила доньку.

## Кар'єра
Працювала в Міжнародній федерації товариств Червоного Хреста й Червоного Півмісяця, Всесвітній організації охорони здоров'я, BBC World Service Trust. Стала менеджеркою благодійного проєкту Thomson Reuters Foundation.

## Арешт і ув'язнення
Назанін Реткліфф заарештували 17 березня 2016 року в аеропорті Імама Хомейні. Волонтерку звинуватили у змові з метою повалення влади Ірану. Її засудили до 5 років ув'язнення. У 2017 році генпрокурор Тегерана заявив, що Назанін Загарі-Реткліфф проводила «курс перської онлайн-журналістики BBC з метою вербування та навчання людей для поширення пропаганди проти Ірану».
У 2020 році через пандемію коронавірусу її посадили під домашній арешт і зобов'язали носити електронний браслет.
У квітні 2021 року Назанін Загарі-Реткліфф висунули нове звинувачення — у поширенні пропаганди проти системи під час протестів під посольством Ірану в Лондоні в 2009 році. Волонтерку ув'язнили ще на рік.

## Звільнення
Назанін Загарі-Реткліфф звільнили в березні 2022 року.